# Kändelgassenfest

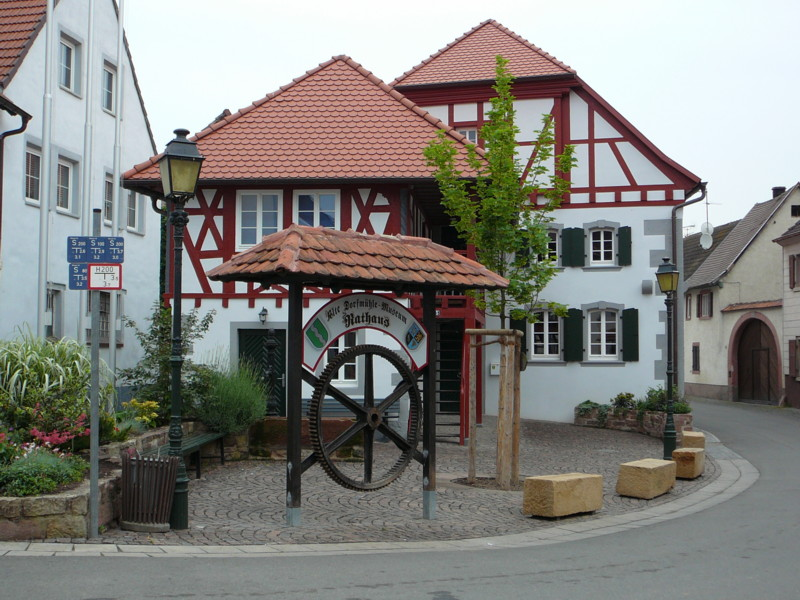
Dorfmühle in der Kändelgasse

Das Kändelgassenfest wird jedes Jahr am letzten Juliwochenende im vorderpfälzischen Winzerdorf Großkarlbach gefeiert, das zur Verbandsgemeinde Leiningerland gehört. Es ist das größte Weinfest des Leiningerlandes und hinter Publikumsmagneten wie Dürkheimer Wurstmarkt und Deutsches Weinlesefest eines der großen Weinfeste der Pfalz. Die Besucher kommen nicht nur aus dieser Region, sondern auch aus Rheinhessen und dem hessisch-badischen Rhein-Neckar-Raum.
Im etwa 500 Einträge umfassenden Weinfestkalender von 2006, den die für das Weinbaugebiet Pfalz zuständige Marketingvereinigung Pfalzwein e. V. veröffentlicht, wurde das Kändelgassenfest als „schönstes Weinfest der Pfalz“ herausgestellt.

## Geschichte
Das Straßenfest wurde 1980 geschaffen, um die mehr als 1200-jährige Geschichte des Dorfes, das 768 erstmals urkundlich erwähnt wurde, wachzuhalten. Diese ist vom Weinbau, vom Eckbach und den einstmals sieben Mühlen geprägt, die im Mittelalter auf dem Areal der Gemeinde betrieben wurden und von denen fünf noch mehr oder minder gut erhalten sind. Das Fest findet in der namengebenden Kändelgasse statt, die mit ihren restaurierten Fachwerkhäusern den historischen Kern der Gemeinde bildet. Die Gasse führt – etwa parallel zur höher gelegenen Hauptstraße – in der Talaue des Eckbachs an dessen linkem Ufer entlang und ist auch Teil des Eckbach-Mühlenwanderweges. Benannt ist sie nach der hölzernen Rinne, die dort auf Stelzen verlief, um die beiden Mühlräder der Dorfmühle mit Wasser zu versorgen, und die damals als „Kandel“ bezeichnet wurde. Mit Hilfe der Rinne wurde einerseits das teilweise zu starke Gefälle des Eckbachs ausgeglichen, andererseits ein von dessen wechselnder Wasserführung unabhängiger oberschlächtiger Mühlenbetrieb ermöglicht.
Binnen weniger Jahre gewann das Kändelgassenfest größere Bedeutung als die Großkarlbacher Kerwe im Frühherbst. Möglicherweise wegen des wettermäßig günstigeren Termins im Hochsommer entwickelte es sich von einem örtlichen zu einem überregionalen Ereignis, das zunächst ins umgebende Leiningerland (Landkreise Bad Dürkheim, Donnersbergkreis und Alzey-Worms) ausstrahlte. Etwa seit der Mitte der 1990er Jahre zieht das Fest immer mehr Besucher aus dem weiteren Umkreis an, die zum Teil auch zu regelmäßigen Übernachtungsgästen geworden sind.
In der Kändelgasse ist der Eckbach eine Strecke weit mit einem fünf bis sechs Meter breiten Sandsteingewölbe überbaut, das als Bürgersteig dient und über das Grundstückseinfahrten führen. Weil „Risse, beschädigte Widerlager, Verformungen und ausgelaugte Fugen“ festgestellt wurden und „Einsturzgefahr“ besteht, wird es in den Jahren 2015 und 2016 saniert. In dieser Zeit dürfen auf dem Gewölbe keine Fahrzeuge abgestellt oder Verkaufsstände aufgebaut werden. Für 2015 und 2016 wurde das Kändelgassenfest deshalb abgesagt.

## Dauer und Örtlichkeit
Das Kändelgassenfest dauert von Freitag bis Sonntag; während der drei Festtage ist die Parkplatzsituation äußerst angespannt und die Gemeinde für den Durchgangsverkehr gesperrt. Die Sperrung wirkt sich insbesondere auf die Landesstraßen 455 (Freinsheim–Dirmstein) und 520 (Kirchheim–Heßheim) aus, die den Ort auf der Hauptstraße durchqueren.
Zentrum des Festes ist der Platz vor der Dorfmühle. Diese beherbergt seit Abschluss ihrer Restaurierung im Jahre 2007 u. a. das Mühlenmuseum Leiningerland, das während des Festes zusätzliche Öffnungszeiten hat. Von dort aus erstreckt sich die Festmeile etwa 300 m die Kändelgasse hinauf bis zur Rheinmühle. Auch ein Teil der Gemarkung Weiherwiesen und die Schlossmühle sind noch in den Festbetrieb einbezogen.

## Ablauf
Das Fest, das unter dem pfälzischen Motto „Spaß uff de Gass“ steht, stellt sich hauptsächlich als gesellschaftlich-kulinarisches Ereignis dar. Deshalb fehlen Fahrgeschäfte – mit Ausnahme eines kleinen Kinderkarussells – gänzlich. Bewirtung mit Pfälzer Spezialitäten und regionalen Weinen findet in neun Winzerhöfen, die über große Kelterhäuser oder Scheunen verfügen, sowie an zahlreichen Ständen statt. Wegen seines vielfältigen und teilweise auch anspruchsvollen Musikangebots besitzt das Fest in der Pfalz eine herausgehobene Stellung; über die Festmeile verteilte Bands und Kapellen spielen sowohl Rock- und Beat- als auch Volks- und Guggenmusik.
Als Höhepunkt des Kändelgassenfestes wird – neben dem Freiwein zum Festauftakt – der traditionelle Wettbewerb im Fassrollen angesehen, der am Schlusstag um 11 Uhr durch die Weingräfin des Leiningerlandes gestartet wird. Dabei werden hölzerne Weinfässer verwendet, die wegen ihrer bauchigen Form auf der mit Strohballen abgegrenzten Bahn nur mit Mühe geradeaus zu bewegen sind. 2007 beteiligten sich an den einzelnen Läufen 25 Männer, acht Frauen und sechs Kinder. Die Teilnehmer kamen nicht nur aus Deutschland, sondern auch aus Australien, Irland, Ungarn, der Ukraine und den USA.